# Seiičiro Maki
Seiičiro Maki (japonsko 巻 誠一郎), japonski nogometaš, * 7. avgust 1980.
Za japonsko reprezentanco je odigral 38 uradnih tekem.